# Fierzë (Tropoje)
Fierzë – albańska miejscowość położona w północnej części kraju. Do 2015 r. była siedzibą gminy o tej samej nazwie. Administracyjnie należy do gminy Tropoja w obwodzie Kukës. W 2013 roku populacja wynosiła 2529 mieszkańców, 1271 mężczyzn oraz 1258 kobiet. W 2011 roku Albańczycy stanowili 96,27% mieszkańców.
W skład dawnej gminy Fierzë wchodziło pięć miejscowości: Fierzë, Tpla, Dushaj, Degë, Breglumë.